# Siniperca chuatsi
Cá quế hay còn gọi là cá quế mõm hếch (Danh pháp khoa học: Siniperca chuatsi) là một loài cá nước ngọt trong họ Percichthyidae thuộc bộ cá vược Perciformes sống trong nước ngọt. Chúng còn được gọi là cá trạng nguyên ngay cá rô Trung Quốc (鳜鱼). Chúng thuộc nhóm cá quế có tới 11 loại khác nhau.
Xuất xứ loài cá này vốn sống ở các hồ nước cạnh rừng quế, quế rụng xuống hồ cá ăn rồi ngấm vào thịt nên có mùi thơm đặc biệt thoang thoảng hương quế. Và khi đưa xuống núi, cá cũng phải rộng trong hồ lạnh, tạo môi trường thích nghi cho con cá hương quế này. Cá quế có thể chế biến thành nhiều món ăn ngon như món sashimi ăn với tương và mù tạt, hấp, sốt thơm hay nấu ngot

## Đặc điểm
Cá quế hình dáng tựa như con cá mè, da dày, dai dai nhưng mềm và béo cùng với thịt săn. Loài cá quế thịt ngọt như cá hồi, nhưng da lại giống như da cá mú, thuộc họ cá vược sống ở nước ngọt. Một con cá quế lớn có thể nặng tới 2 kg, nhưng thông thường nên chọn những chú cỡ trên dưới 1 kg là ngon nhất. Loài cá quế thịt ngọt như cá hồi, nhưng da lại giống như da cá mú, lại thuộc họ cá vược sống ở nước ngọt, thịt cá có mùi thơm đặc biệt thoang thoảng hương quế.
Siniperca Chuastsi có kích thước to, màu sắc, hình thái đẹp, nuôi lớn nhanh hơn các loại cá quế khác. Thịt cá dày, ít xương dăm, thơm ngon, có vị ngọt lạ, giàu chất bổ, ít mỡ. Bên cạnh đó, loài cá này còn có ưu điểm dễ nuôi, ăn khoẻ, nhanh lớn, thịt ngon, đa số ăn thức ăn tự nhiên. Thức ăn là các loài cá sống không có tia gai cứng, quy cỡ phù hợp với miệng cá quế qua các thời kỳ sinh trưởng.
Khi nuôi, tuy thức ăn hết nhưng tốc độ tăng trưởng của cá quế chậm, các cá thả ghép vẫn tăng trưởng bình thường là do thức ăn bị các loài cá thả ghép ăn hết, đây là thức ăn không phù hợp với cá quế. Tốc độ tăng trưởng của cá quế phụ thuộc vào lượng cá mồi trong ao, để có năng suất, hiệu quả cao cho một chu kỳ nuôi cá quế thương phẩm thì lựa hình thức nuôi đơn là nuôi chính. Nhiệt độ là yếu tố có ảnh hưởng rất lớn đến tốc độ tăng trưởng của cá quế. 

## Nuôi cá
Cá có nguồn gốc xứ lạnh mới được du nhập vào Việt Nam một vài năm gần đây đang được nuôi ở một số tỉnh miền núi phía Bắc. Cá được nuôi thử nghiệm ơ hồ Vân Trục và Trung tâm Giống thủy sản Hải Phòng thực nghiệm nuôi cá quế từ giai đoạn cá hương (kích cỡ 2,5 – 3,0 cm/con) lên đến giống cấp 2 (kích cỡ 10 – 12 cm, trọng lượng xấp xỉ 50 gam/con) đến giai đoạn thương phẩm đạt 700 – 800 gam/con theo mô hình nuôi đơn và nuôi ghép.
Cá nuôi trong ao sinh trưởng chậm hơn cá nuôi trong hồ với cùng thời gian nuôi. Cá có tỉ lệ thấp vì cá phải vận chuyển xa bị mệt, khi ấp trong vòng bể thấy có một lớp màng mỏng màu trắng nổi trên mặt nước, đó là tuyến dịch của cá. Vì sự phát dục của cá cái và cá đực lệch nhau nên tỉ lệ thụ tinh thấp. Đồng thời đến giai đoạn phôi trứng bị huỷ. Tốc độ sinh trưởng của cá Quế tương đối nhanh cả về trọng lượng và chiều dài thân.
Cá quế Siniperca Chuastsi có giá trị thương phẩm cao, khi thả nuôi, cá quế giống nặng khoảng 20 g/con, sau hơn 5 tháng nuôi thử nghiệm cá đạt hơn 400g/con và tiếp tục phát triển. Cũng trong điều kiện nuôi thả tự nhiên không cần cung cấp thức ăn, nuôi cá Quế cho thu lãi cao. Liều lượng cho cá ăn cũng phải phù hợp, thích hợp nhất là từ 70%/tổng trọng lượng cá quế trong ao nuôi trong một lần cho ăn ở giai đoạn đầu xuống 7%/tổng trọng lượng cá quế trong một lần cho ăn ở giai đoạn thu hoạch. Trong quá trình thu hoạch, cần hạn chế tối đa cá bị xây xát. Nếu kiểm tra cá đạt trọng lượng trên 500gam, nên thu tỉa. 